# AMD Phenom
A Phenom az AMD 2007 végétől megjelent processzora, ami a K-10-es architectúrára épül, amit régebben K8L-nek neveztek.
Az AMD a generációváltással egyidejűleg a felső- és középkategóriában elhagyta az Athlon nevet, és a 64 bites felépítésre utaló 64-es szám sem szerepel a nevében.
A belépőszintű processzorok neve Athlon X2 lett.
Egyedülálló módon az AMD gyártott 3 magos processzorokat is, mely a kétmagosok és a négymagosok között helyezkedtek el árban és teljesítményben is.

## A név eredete
A Phenom elnevezés az angol phenomenon szóból ered, melynek jelentése: különleges jelenség.

## Felépítése
Az AMD első négymagos processzora az Intel Core 2 Quad processzorával ellentétben nem két chip egy lapkára helyezése, hanem egy natív négymagos chip egy lapkán.
Az új processzorok támogatják az AMD HyperTransport 3.0-s változatát, amivel gyors, 2 GHz-es frekvencián kommunikálhat a rendszer többi elemével.
Az első generációs processzorok még nem támogatták a DDR3-at. A támogatás csak a második generációs processzorban jelent meg.
Az FX széria Socket F és AM2+ foglalatokba illeszkedik, míg az alacsonyabb árkategóriás processzorok csak Socket AM2+-be illeszkednek.
A DDR3-at támogató modellek foglalata a Socket AM3.

## Modellek
Várhatóan az első Phenom modellek 2007 negyedik-, illetve 2008 első negyedévében érkeznek majd.
| Kódnév                                   | Modell        | Órajel (GHz)  | L2 Gyorsítótár mérete (kB) | Megosztott L3 Gyorsítótár mérete (MB) | TDP (W)       | HyperTransport Sebesség (MHz) | Foglalat      | Magok száma   | Megjelenés (év/negyedév) |
| AMD Phenom FX                            | AMD Phenom FX | AMD Phenom FX | AMD Phenom FX              | AMD Phenom FX                         | AMD Phenom FX | AMD Phenom FX                 | AMD Phenom FX | AMD Phenom FX | AMD Phenom FX            |
| ---------------------------------------- | ------------- | ------------- | -------------------------- | ------------------------------------- | ------------- | ----------------------------- | ------------- | ------------- | ------------------------ |
| Agena FX                                 | FX-91         | 2,4-2,6       | 4×512                      | 2                                     | TBD           | 1800                          | Socket F      | 4             | 2008/1                   |
| Agena FX                                 | FX-90         | 2,2-2,4       | 4×512                      | 2                                     | TBD           | 1600                          | Socket F      | 4             | 2008/1                   |
| Agena FX                                 | FX-80         | 2,2-2,4       | 4×512                      | 2                                     | TBD           | 1600                          | Socket AM2+   | 4             | 2007/4                   |
| AMD Phenom X4                            |               |               |                            |                                       |               |                               |               |               |                          |
| Agena                                    | GP-7100<      | 2,2-2,4       | 4×512                      | 2                                     | 89            | 1800                          | Socket AM2+   | 4             | 2007/4                   |
| Agena                                    | GP-7000       | 2,0-2,2       | 4×512                      | 2                                     | 89            | 1600                          | Socket AM2+   | 4             | 2007/4                   |
| Hárommagos Phenom processzor (Phenom X3) |               |               |                            |                                       |               |                               |               |               |                          |
| Toliman                                  | ?             | 3             | ?                          | 3x512                                 | 2             | ?                             | Socket AM2+   | 3             | 2008/1                   |
| AMD Phenom X2                            |               |               |                            |                                       |               |                               |               |               |                          |
| Kuma                                     | GP-6800       | 2,4-2,8       | 2×512                      | 2                                     | 89            | 2000                          | Socket AM2+   | 2             | 2008/1                   |
| Kuma                                     | GS-6650       | 2,2-2,6       | 2×512                      | 2                                     | 65            | 1800                          | Socket AM2+   | 2             | 2008/1                   |
| Kuma                                     | GS-6550       | 2,0-2,4       | 2×512                      | 2                                     | 65            | 1800                          | Socket AM2+   | 2             | 2007/4                   |
| Kuma                                     | GE-6600       | 2.3           | 2×512                      | 2                                     | 45            | ~1600                         | Socket AM2+   | 2             | 2008/1                   |
| Kuma                                     | GE-6500       | 2,1           | 2×512                      | 2                                     | 45            | ~1600                         | Socket AM2+   | 2             | 2008/1                   |
| Kuma                                     | GE-6400       | 1,9           | 2×512                      | 2                                     | 45            | ~1600                         | Socket AM2+   | 2             | 2008/1                   |